# Paracorallium inutile
Paracorallium inutile is een zachte koraalsoort uit de familie Coralliidae. De koraalsoort komt uit het geslacht Paracorallium. Paracorallium inutile werd in 1903 voor het eerst wetenschappelijk beschreven door Kishinouye. 